# Jan z Triory
Jan z Triory, właściwie Francesco Maria Lantrua (chiń. 蓝月旺; pinyin Lán Yuèwàng; ur. 15 marca 1760 r. w Triorze – zm. 7 lutego 1816 r. w Changsha) – święty Kościoła katolickiego, włoski franciszkanin obserwant, misjonarz, męczennik. 

## Życiorys
Pochodził z pobożnej rodziny. W wieku 17 lat wstąpił do franciszkanów obserwantów. Został wyświęcony na księdza. Po kilku latach pracy na różnych placówkach, poprosił przełożonych, żeby wysłali go na misje. W 1800 r. przybył do Makau, a stamtąd udał się do prowincji Shanxi w Chinach, gdzie rozpoczął działalność misyjną. Pracował 16 lat jako misjonarz w prowincjach Shanxi i Hunan. W tym czasie ochrzcił ponad 7000 osób. W końcu władze zakazały nauczania katechizmu i został aresztowany. W więzieniu przebywał 7 miesięcy. Ponieważ odmówił podeptania krzyża został skazany na śmierć. 13 lutego 1816 r. stracono go przez uduszenie. 

## Dzień wspomnienia
9 lipca w grupie 120 męczenników chińskich

## Proces beatyfikacyjny i kanonizacyjny
Został beatyfikowany 27 maja 1900 r. przez Leona XIII. Kanonizowany w grupie 120 męczenników chińskich 1 października 2000 r. przez Jana Pawła II.